# Стави (Лодзинське воєводство)
Стави (пол. Stawy) — село в Польщі, у гміні Ґура-Свентей-Малґожати Ленчицького повіту Лодзинського воєводства.
Населення — 67 осіб (2011).
У 1975-1998 роках село належало до Плоцького воєводства.

## Демографія
Демографічна структура станом на 31 березня 2011 року:
|          | Загалом | Допрацездатний вік | Працездатний вік | Постпрацездатний вік |
| -------- | ------- | ------------------ | ---------------- | -------------------- |
| Чоловіки | 34      | 7                  | 22               | 5                    |
| Жінки    | 33      | 6                  | 17               | 10                   |
| Разом    | 67      | 13                 | 39               | 15                   |